# Carloman II
Pour les articles homonymes, voir Carloman.
Carloman II né vers 867, mort le 6 décembre 884 à Lyons-la-Forêt, roi des Francs de 879 à 884, fils de Louis II dit le Bègue et d’Ansgarde de Bourgogne.

## Biographie

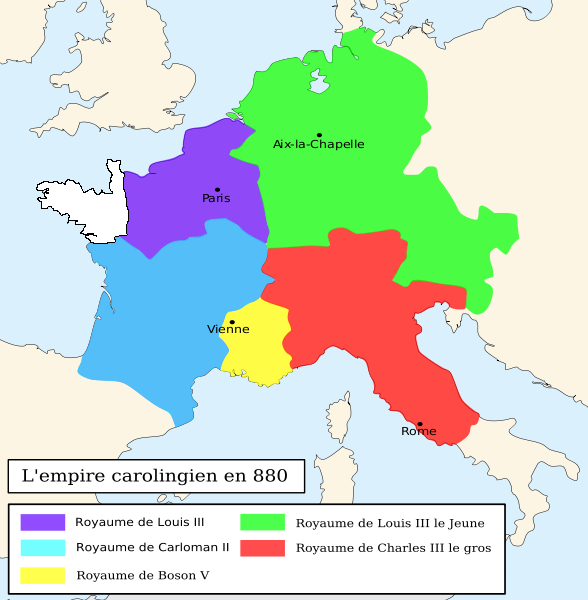
Le royaume de Carloman II figure en bleu. Il héritera à la mort de son frère Louis III en 882 du royaume de ce dernier (en mauve).

Le 11 septembre 878, il est fiancé à Troyes avec Engelberge, fille de Boson de Provence.
Le 4 septembre 879, Carloman II est couronné à Ferrières-en-Gâtinais avec son frère Louis III avec qui il partage le royaume des Francs occidentaux en 880. Tandis que la Neustrie et la Francie reviennent à Louis, Carloman obtient l’Aquitaine et la Bourgogne. Les deux souverains s'entendent pour exclure Hugues, fils illégitime de Lothaire II, de toute prétention à l'ancien royaume de son père. Puis, ils se retournent contre Boson de Provence, qui s'est fait élire roi le 15 octobre 879 à Mantaille, près de Vienne, et couronner à Lyon par l'archevêque Aurélien. Contre Boson sont menées trois expéditions. La première, à l'été 880, vise à pacifier le Berry, l'Autunois et le Nivernais. Après s'être emparés de Mâcon, ils mettent le siège devant Vienne avec Charles III le Gros, roi d'Italie. Mais ce dernier se retire dès l'automne pour se rendre en Italie, où il reçoit la couronne impériale en février 881. Puis, Louis III doit le quitter pour s'opposer aux Vikings, qu'il écrase le 3 août 881 à la bataille de Saucourt-en-Vimeu. En mai 881 est lancée une deuxième campagne, puis une troisième en juin-août 882,.
Après la mort de son frère, le 5 août 882, Carloman II abandonne le siège de Vienne, confié à Richard de Bourgogne (qui s'en empare peu après), et se fait reconnaître comme seul roi des Francs occidentaux par une assemblée réunie au palais de Quierzy le 9 septembre. En octobre, il s'avance sur la Somme, face aux Vikings, qu'il bat sur l'Aisne à Avaux, avant de regagner Compiègne, où il réunit une nouvelle assemblée pour l'hiver.

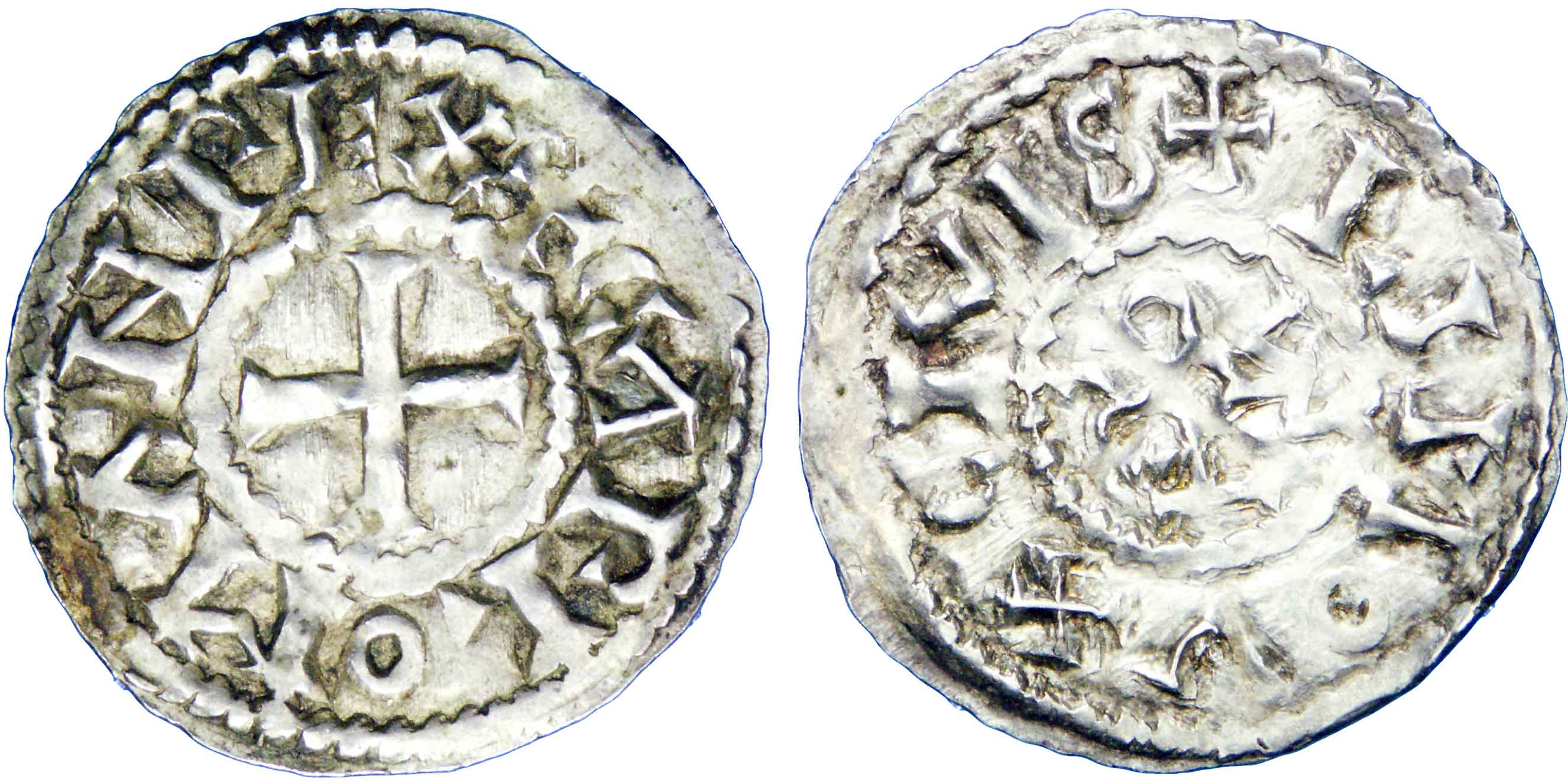
Denier sous Carloman II.

Au plaid de Worms le 1er novembre 882, Carloman II réclame, mais en vain, à Charles le Gros la restitution de la moitié occidentale de la Lotharingie que Louis III le Jeune lui avait promise.
En 883, il subit à Miannay près d’Abbeville une défaite contre l’envahisseur viking qui ravage le pays de Somme. Face à cette situation, il réunit les grands du royaume en 884 à Compiègne où il est décidé d’acheter le départ des Normands contre 12 000 livres pesant d’argent, somme énorme pour l’époque.
En mars 884, il réunit les grands à Vernon et promulgue un capitulaire qui prévoit les peines les plus sévères contre ceux qui pratiquent le brigandage. Il s'agit du dernier capitulaire carolingien.
Ayant obtenu le départ des Normands, Carloman II laisse donc la cour au monastère des Andelys et part avec quelques jeunes familiers au vieux palais de chasse de Bézu-la-Forêt (Eure), entre Rouen et Gournay-en-Bray. Mais il meurt le 6 décembre 884, quelques jours après avoir été involontairement blessé à la jambe par un coup de boutoir donné par un des vassaux, au cours d’une partie de chasse au sanglier, dans la forêt de Bézu,. Disparu à l’âge de dix-sept ans, il est inhumé à Saint-Denis.
Charles, le dernier fils posthume de Louis II le Bègue, étant trop jeune, les grands du royaume font appel à l’empereur Charles III le Gros pour assurer la régence.

## Union et descendance
Le 11 septembre 878, il est fiancé à Engelberge, fille en très bas-âge de Boson de Provence. Disparu trop jeune, Carloman II ne s’est pas marié et n’a donc pas de descendance.

## Généalogie
Voir aussi généalogie des Carolingiens
```
     ┌─ 
Charles
 
II
 dit le Chauve
 (
823
-†
877
)
  ┌─ 
Louis
 
II
 dit le Bègue
 (
846
-†879), 
roi des Francs
 (877-879).
  │  └─ 
Ermentrude d'Orléans
 (
825
-
869
)
  │
 
Carloman
 
II

 │
 │   ┌─ Hardouin de Bourgogne
 └─ 
Ansgarde de Bourgogne
 (?-?).
     └─ Warimburg
```

## Galerie

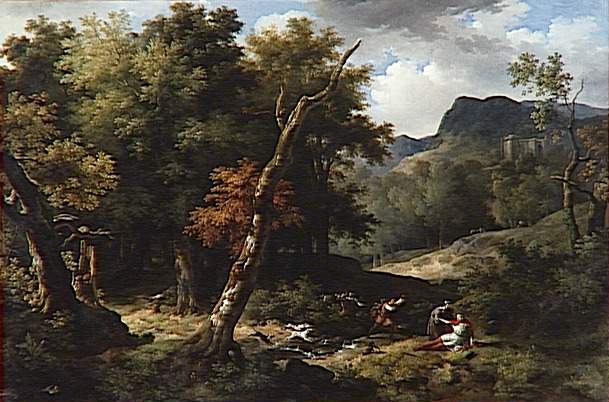
Carloman blessé à mort dans la forêt de Bézu. Par Jean-Charles-Joseph Rémond, 1821, musée du Louvre, département des Peintures.
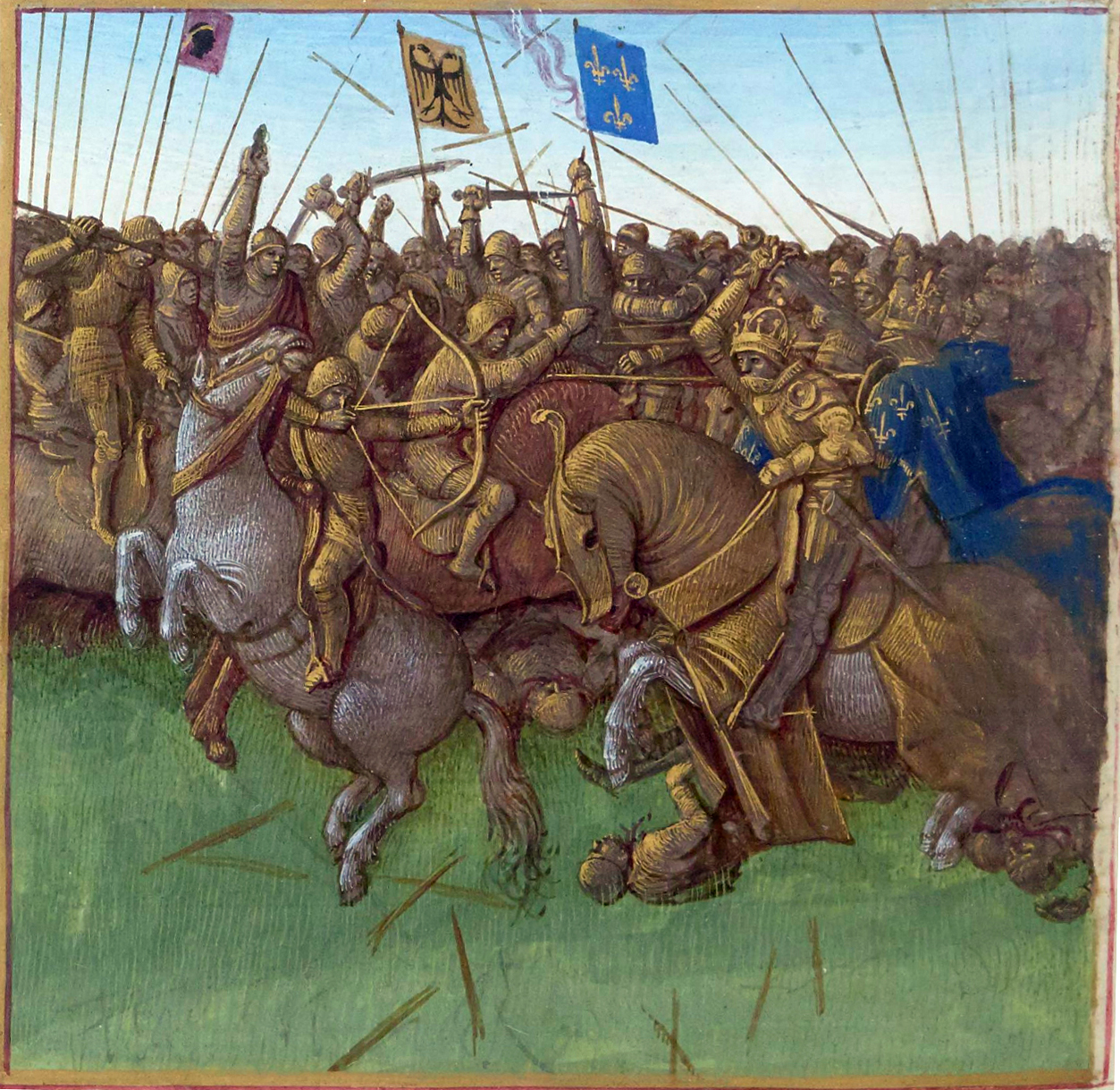
Victoire de Louis III et Carloman II sur les Vikings en 879. Par Jean Fouquet, XVe siècle.
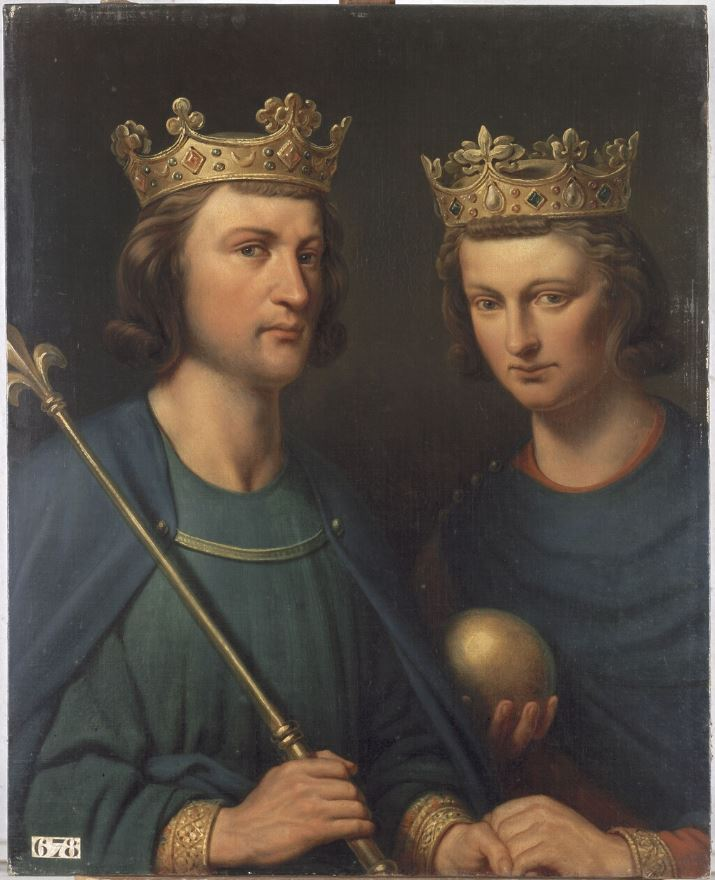
Louis III (~863-882) et Carloman II (~866-884), rois de France, fils de Louis le Bègue, associés en 880. Par Steuben, ~1837, musée de l'Histoire de France (Versailles).